# 33725 Robertkent
33725 Robertkent este o planetă minoră (asteroid), cu un diametru de 5,164 km, din centura de asteroizi. A fost descoperită pe 13 iulie 1999 la Experimental Test Site⁠(d) de Lincoln Near-Earth Asteroid Research. 
Obiectul prezintă o orbită caracterizată de o semiaxă mare de 3,037378 UAi, o excentricitate de 0,06, o înclinație de 9,82845 ° în raport cu ecliptica.